# Bukit Pagon
Bukit Pagon (1850 m n. m.) je hora na ostrově Borneo v jihovýchodní Asii. Leží na státní hranici mezi Brunejí (distrikt Temburong, mukim Amo) a Malajsií (stát Sarawak, divize Limbang). Je to nejvyšší hora Bruneje.
Na svazích hory roste masožravá rostlina Nepenthes lowii.